# Lissonota bivittata
Lissonota bivittata là một loài tò vò trong họ Ichneumonidae.